# Сан-Валентіно-ін-Абруццо-Читеріоре
Сан-Валентіно-ін-Абруццо-Читеріоре (італ. San Valentino in Abruzzo Citeriore) — муніципалітет в Італії, у регіоні Абруццо, провінція Пескара.
Сан-Валентіно-ін-Абруццо-Читеріоре розташований на відстані близько 130 км на схід від Рима, 55 км на схід від Л'Аквіли, 32 км на південний захід від Пескари.
Населення — 1928 осіб (2014).

## Демографія
Населення за роками:

Станом на 1 січня 2023 року в муніципалітеті офіційно проживало 48 іноземців з 17 країн, серед них 29 громадян країн Євросоюзу.

## Сусідні муніципалітети
- Аббатеджо
- Болоньяно
- Караманіко-Терме
- Скафа